# Nest-Sotra Fotball
Il Nest-Sotra Fotball è stata una società calcistica norvegese con sede nella città di Sotra. Ha militato nella 1. divisjon, secondo livello del campionato norvegese. Nel 2019 ha cessato d'esistere, dando vita – assieme ad altri club della zona – all'Øygarden.

## Storia
Il club fu fondato nel 1968. Da allora, la società crebbe d'importanza, fino a raggiungere il numero di oltre 400 soci. Dal 1994 ha cambiato il proprio nome da Nest a Nest-Sotra. Il Nest-Sotra vinse il gruppo 3 della 2. divisjon 2013, conquistando così la promozione nella 1. divisjon, per la prima volta nella sua storia.

## Allenatori
- 1999-2001  Rolf Barmen[3]
- 2011-2013  David Nielsen
- 2014  Alexander Straus e  Lars Fredriksen[4]
- 2014  Ruben Hetlevik[5]
- 2015  Michael Schjønberg[6]
- 2016  Ruben Hetlevik e  Steffen Landro
- 2017-2019  Steffen Landro

## Palmarès

### Competizioni nazionali
- 2. divisjon: 2

2013 (gruppo 3), 2017 (gruppo 2)

### Altri piazzamenti
- 2. divisjon:

Secondo posto: 2016 (gruppo 3)

## Organico

### Rosa
Rosa aggiornata al 15 agosto 2018.
| N. |                     | Ruolo | Calciatore              |
| -- | ------------------- | ----- | ----------------------- |
| 1  | Norvegia (bandiera) | P     | Egil Selvik             |
| 2  | Norvegia (bandiera) | D     | Erlend Hellevik Larsen  |
| 3  | Norvegia (bandiera) | A     | Kristoffer Bidne        |
| 5  | Norvegia (bandiera) | D     | Bjarte Haugsdal         |
| 6  | Norvegia (bandiera) | C     | Peter Sørensen Nergaard |
| 7  | Norvegia (bandiera) | A     | Morten Bjørlo           |
| 8  | Svezia (bandiera)   | C     | Haris Cirak             |
| 9  | Norvegia (bandiera) | A     | Sondre Liseth           |
| 10 | Norvegia (bandiera) | C     | Alexander Dang          |
| 12 | Norvegia (bandiera) | D     | Petter Martinsen        |
| 13 | Norvegia (bandiera) | P     | Erlend Johansen         |

| N. |                      | Ruolo | Calciatore             |
| -- | -------------------- | ----- | ---------------------- |
| 20 | Norvegia (bandiera)  | C     | Halldor Stenevik       |
| 22 | Norvegia (bandiera)  | D     | Mads Songve            |
| 23 | Norvegia (bandiera)  | C     | Bendik Dybdal Torset   |
| 29 | Norvegia (bandiera)  | C     | Kristoffer Stephensen  |
| 96 | Canada (bandiera)    | P     | Yann-Alexandre Fillion |
| –– | Danimarca (bandiera) | D     | Daniel Arrocha         |
| –– | Svezia (bandiera)    | D     | Elmin Nurkic           |
| –– | Svezia (bandiera)    | D     | Jakob Palander         |
| –– | Norvegia (bandiera)  | C     | Mads Berg Sande        |
| –– | Svezia (bandiera)    | C     | Sherko Faiqi           |
| –– | Danimarca (bandiera) | C     | Oliver Kjærgaard       |